# Vojenské muzeum (Bělehrad)
Vojenské muzeum (srbsky v cyrilici Војни музеј, v latince Vojni muzej) se nachází v Bělehradě, na pevnosti Kalemegdan.

## Historie
Vojenské muzeum bylo zřízené výnosem knížete Milana Obrenoviće dne 10. srpna 1878 (patří mezi nejstarší instituce svého druhu v zemi). Stalo se tak nedlouho poté, co Srbsko získalo faktickou nezávislost na Osmanské říši. V té době byly v muzeu uchovány exponáty z časů bojů proti Turkům.
Muzeum bylo vypleněno během druhé světové války; řada unikátních předmětů z dob Osmanské říše byla odvezena Němci. Po skončení války byl v rámci Generálního štábu Jugoslávské armády zřízeno Josipem Brozem Titem vojensko-historické oddělení. Jemu byla v roce 1956 vyhrazena současná budova v centru Bělehradu.

## Exponáty
Kromě patrové budovy, která byla v roce 1924 otevřena pro vojensky-geografický ústav, k muzeu patří rovněž i část pevnosti, kde jsou vystavena děla a tanky, které bojovaly jak během Balkánských válek, tak i v dobách první, resp. druhé světové války. Nejstarší exponáty pocházejí naopak z období Bitvy na Kosově poli.